# Mikromarketing
Mikromarketing je forma marketingu, kdy se společnosti snaží přizpůsobit své produkty a marketingové programy úzce definované skupině zákazníků. Tyto skupiny mohou být vymezeny na základě geografické polohy, demografických charakteristik, behaviorálních segmentů či vkusu konkrétních jednotlivců. Pod mikromarketing lze zahrnout lokální marketing a individuální marketing, kdy se firmy snaží přiblížit ke konkrétním klientům, respektive si získat jejich přízeň individuálním přístupem. Tento cílený marketing však vyžaduje vyšší náklady na marketing a přizpůsobení produktu. Zákazník může také vnímat, že image společnosti je roztříštěná a ztrácí jednotný charakter.